# Kadınlar 1. Ligi
Die Kadınlar Süper Ligi ist die höchste Spielklasse im türkischen Frauenfußball und wird organisiert von dem Türkischen Fußballverband. Sechzehn Mannschaften ermitteln aktuell in einem Ligasystem mit Hin- und Rückspiel den türkischen Meister.

## Geschichte
Die Liga wurde im Jahre 1993 gegründet und ging mit 30 Mannschaften in ihre erste Saison. Aufgrund einer schlechten Strukturierung und mangelhafter Nachwuchsarbeit verkleinerte sich das Teilnehmerfeld 2003 auf zehn Mannschaften. Daraufhin wurde für drei Jahre der Spielbetrieb eingestellt. Aktuell spielen 14 Mannschaften den Meister aus.

## Bisherige Meister
| Saison    | Meister                                          | Vize-Meister                                     | Dritter                                          |
| --------- | ------------------------------------------------ | ------------------------------------------------ | ------------------------------------------------ |
| 1994      | Dinarsuspor                                      | Acarlarspor                                      |                                                  |
| 1995      | Dinarsuspor                                      | Acarlarspor                                      |                                                  |
| 1995/96   | Dinarsuspor                                      | Gürtaşspor                                       |                                                  |
| 1996/97   | Dinarsuspor                                      | İstanbul Sitespor                                |                                                  |
| 1997/98   | Marshall Boyaspor                                |                                                  |                                                  |
| 1998/99   | Marshall Boyaspor                                |                                                  |                                                  |
| 1999/2000 | Delta Mobilyaspor                                |                                                  |                                                  |
| 2000/01   | İstanbul Kuzeyspor                               | Zeytinburnuspor                                  |                                                  |
| 2001/02   | Zeytinburnuspor                                  | Samsungücü                                       |                                                  |
| 2002/03   | Samsungücü                                       | Gazi Üniversitesi                                |                                                  |
| 2003/04   | Kein Spielbetrieb                                | Kein Spielbetrieb                                | Kein Spielbetrieb                                |
| 2004/05   | Kein Spielbetrieb                                | Kein Spielbetrieb                                | Kein Spielbetrieb                                |
| 2005/06   | Kein Spielbetrieb                                | Kein Spielbetrieb                                | Kein Spielbetrieb                                |
| 2006/07   | Gazi Üniversitesi                                | Mersin Camspor                                   | Kartalspor                                       |
| 2007/08   | Gazi Üniversitesi                                | Bucaspor                                         | Mersin Camspor                                   |
| 2008/09   | Trabzonspor                                      | Bucaspor                                         | Gazi Üniversitesi                                |
| 2009/10   | Gazi Üniversitesi                                | Trabzonspor                                      | Konak Belediyespor                               |
| 2010/11   | Ataşehir Belediyespor                            | Konak Belediyespor                               | Adana İdman Yurdu                                |
| 2011/12   | Ataşehir Belediyespor                            | Karadeniz Ereğlispor                             | Trabzon İdmanocağı                               |
| 2012/13   | Konak Belediyespor                               | Ataşehir Belediyespor                            | Karadeniz Ereğlispor                             |
| 2013/14   | Konak Belediyespor                               | Ataşehir Belediyespor                            | Derincespor                                      |
| 2014/15   | Konak Belediyespor                               | Ataşehir Belediyespor                            | Trabzon İdmanocağı                               |
| 2015/16   | Konak Belediyespor                               | Ataşehir Belediyespor                            | Trabzon İdmanocağı                               |
| 2016/17   | Konak Belediyespor                               | Beşiktaş Istanbul                                | Ataşehir Belediyespor                            |
| 2017/18   | Ataşehir Belediyespor                            | Beşiktaş Istanbul                                | Konak Belediyespor                               |
| 2018/19   | Beşiktaş Istanbul                                | ALG Spor Kulübü                                  | Konak Belediyespor                               |
| 2019/20   | Die Saison wurde aufgrund der Covid-19 abgesagt. | Die Saison wurde aufgrund der Covid-19 abgesagt. | Die Saison wurde aufgrund der Covid-19 abgesagt. |
| 2020/21   | Beşiktaş Istanbul                                | Fatih Vatan Spor                                 | ALG Spor Kulübü                                  |
| 2021/22   | ALG Spor Kulübü                                  | Fatih Karagümrük SK                              | Fenerbahçe Istanbul                              |
| 2022/23   | ABB Fomget SK                                    | Fenerbahçe Istanbul                              | ALG Spor Kulübü                                  |
| 2023/24   | Galatasaray Istanbul                             | ABB Fomget SK                                    | Fenerbahçe Istanbul                              |
| 2024/25   | ABB Fomget SK                                    | Fenerbahçe Istanbul                              | Beşiktaş Istanbul                                |

## Rangliste der Sieger
| Rang | Verein                | Meister | Vize-Meister |
| ---- | --------------------- | ------- | ------------ |
| 1    | Konak Belediyespor    | 5       | 1            |
| 2    | Dinarsuspor           | 4       | 0            |
| 3    | Ataşehir Belediyespor | 3       | 4            |
| 4    | Gazi Üniversitesi     | 3       | 1            |
| 5    | Beşiktaş Istanbul     | 2       | 2            |
| 6    | ABB Fomget SK         | 2       | 1            |
| 7    | Marshall Boyaspor     | 2       | 0            |
| 8    | ALG Spor Kulübü       | 1       | 2            |
| 9    | Samsungücü            | 1       | 1            |
|      | Trabzonspor           | 1       | 1            |
|      | Zeytinburnuspor       | 1       | 1            |
| 12   | Delta Mobilyaspor     | 1       | 0            |
|      | Galatasaray Istanbul  | 1       | 0            |
|      | İstanbul Kuzeyspor    | 1       | 0            |